# Beaubec-la-Rosière
 Beaubec-la-Rosière  es una población y comuna francesa, en la región de Alta Normandía, departamento de Sena Marítimo, en el distrito de Dieppe y cantón de Forges-les-Eaux.

## Demografía
| 580 | 615 | 572 | 614 | 630 | 619 | 637 | 563 | 624 | 585 | 635 | 651 | 663 | 631 | 640 | 620 | 491 | 571 | 576 | 536 | 540 | 572 | 556 | 539 | 560 | 491 | 519 | 466 | 361 | 328 | 312 | 394 |
| Para los censos de 1962 a 1999 la población legal corresponde a la población sin duplicidades (Fuente: INSEE [Consultar]) |     |     |     |     |     |     |     |     |     |     |     |     |     |     |     |     |     |     |     |     |     |     |     |     |     |     |     |     |     |     |     |